# Lespesia brasiliensis
Lespesia brasiliensis là một loài ruồi trong họ Tachinidae.